# Паул Файерабенд
Паул Карл Файерабенд (на немски: Paul Karl Feyerabend) е философ на науката, роден в Австрия, който е живял в Англия, САЩ, Нова Зеландия, Италия и накрая Швейцария. Сред основните му работи са „Против метода“ (1975 г.), „Науката в едно свободно общество“ (1978 г.) и „Сбогом на разума“ (сборник статии) Файерабенд става известен с набедените си за анархистични възгледи за науката и отричането на съществуването на универсални методологични правила. Той е влиятелна фигура във философията на науката, както и в социологията на научното познание.

## Биография

### Произход и юношески години
Паул Файерабенд е роден през 1924 година. Баща му е държавен служител, а майка му е работела като шивачка. Двамата се женят преди Първата световна война, преживяват нея и следвоенната инфлация. Чакат петнадесет години, за да се сдобият със син. Файерабенд се ражда, в момент когато доходите стигат на семейството и те могат да си позволят да отглеждат дете. Тогава майка му е на четиридесет години.
Отношенията с баща си, в своята автобиография, Паул Файерабенд описва като приятелски, докато тези с майка му са доста по-хладни. Баща му избира младежът да учи в Realgymnasium. Там той бил с много висок успех, но никога не е бил набеждаван за любимец на учителите, защото често е бил мъмрен и дори е бил отстраняван от училище.
В юношеските си години той се сблъсква с философията случайно. „Философията се появи на сцената съвсем случайно. Повечето от книгите си купувах на старо. Ходех също по разпродажби, където за няколко пенита можеше да се сдобиеш с тонове книги. Те бяха на пакети – трябваше да купиш или целия пакет, или нищо. Избирах такива, в които имаше повече пиеси или романи, но не можех да избегна по някой случаен Платон, Декарт или Бухнер. Може би съм започнал да чета тези нежелани допълнения от любопитство или просто, за да оправдая разхода си."

### Втората световна война
През март 1938 година Австрия става част от Германската империя, а на 1 септември 1939 година започва Втората световна война. За юношата войната се превръща единствено в неудобство и той няма ясно оформен възглед за нея. Две години по-късно той полага клетва, която завършва въвеждането му в трудовата повинност. През 1942 година Файерабенд получава повиквателна за Arbeitsdienst (военна служба) и е изпратен в Пирмазенс. Обучението му продължава в Инженерен батальон в Кремс, близо до Виена. (1943 г.). Няколко седмици след това постъпва в школа за офицери. По време на едно от обученията му, което се провежда в Сисак, Югославия, той научава за смъртта на майка си. Реакцията му учудва всички, тъй като той не показва никакви признаци на скръб. Това може да се дължи на факта, че на Файерабенд му е известен и предишният опит на майка му да се самоубие.
На 11 декември 1943 година го изпращат на Източния фронт. Войникът бива повишаван няколко пъти, а в края на 1944 година той става лейтенант. В последната година на войната Файерабенд е съдбоносно ранен, след като е уцелен от три куршума – един в лицето, един в дясната ръка и един в областта на кръста. По този начин, за него, войната приключва. Файерабенд споделя : „За момент се видях как се придвижвам по безкрайни лавици с книги в инвалидна количка – бях почти щастлив“. След нараняването Файерабенд е принуден цял живот да понася силни болки и да се придвижва с патерици / бастун. Тъй като остава парализиран от кръста надолу, той вече е и импотентен.

### Образование
Въпреки че възстановяването му след войната отнема време, той учи една година в музикалната академия във Ваймар. След това се връща във Виена, където решава да следва история и социология, макар че негова страст винаги е била физиката. За жалост обаче бързо се разочарова и подава молба за прехвърляне. През 1947 година посещава първите си лекции по физика. По време на обучението изключително голямо впечатление му прави Феликс Еренхафт. Друго ценно запознанство по това време е това с Виктор Крафт. Той създава така наречения Кръг на Крафт, който се превръща в студентския вариант на Виенския кръг. Чрез участието си в това начинание Файерабенд има възможност да общува с хора като Холичер, Юхос, Елизабет Анскомб и Витгенщайн. В този период той подкрепя убеждения, които са свързани с логическия емпиризъм. Решаващо за бъдещото му развитие е първото му посещение на Аплбах през 1948, където стенографира дискусиите, които се водят. Там той се запознава с Бертолт Брехт, Карл Попър и други. През 1951 година Файерабенд получава докторската си степен и кандидатства за стипендията на Британския съвет, за да отиде да учи в Кембридж при Витгенщайн. Случва се така, че Витгенщайн умира и Паул Файерабент трябва да си избере нов ръководител – това е Попър. Новият ръководител има големи заслуги за академичната ориентация на младия човек. Първоначално Файерабенд подкрепя фалшификационизма, но след това променя убежденията си, отрича се от критическия рационализъм и превръща Попър в един от основните си опоненти.

### Преподавателска дейност
В началото на 1955 година Файерабенд е поканен на интервю за работа в Бристъл. Така започва неговата академична кариера. Първоначално води курс по философия на науката, след това такъв по квантова механика и накрая ръководи семинар в Алпбах, който протича успешно. По това време вече се усеща отчуждението на Файерабенд от идеите на Попър. „Разхождайки се напред – назад, ме порицаваше, че съм лош попърианец – в статиите ми Попър бил споменаван много рядко, а в бележките под линия – никак.“ Докато е в Бристъл Файерабенд се жени за втори път. Съпругата му се казва Мери О‘Нийл. За съжаление и този брак не просъществува дълго, както и първият му съюз с Жаклин. През 1958 година, три години след като е започнал работа в Бристъл, философът е поканен в Калифорнийския университет в Бъркли. Това е прекрасна възможност за него. По същото време жена му Мери го напуска. Пристигането му в Бъркли е през септември 1958 година. Паул Файерабенд прекарва 32 години от живота си в САЩ, но решава да напусне Америка след земетресението от 1989 година. Първоначално австриецът е гост – лектор на университета, но след изтичането на договора го наемат за постоянно. Първия си редовен семестър Файерабенд прекарва в Минеаполис, а не в Бъркли. Прекарвайки време в Центъра на Минесота, той има възможност да се среща и разговаря с видни представители на Виенския кръг, утвърдили се в средите на философията. Някои от тях са: Тарски, Рудолф Карнап и Карл Густав Хемпел. Също така се запознава и с американци, занимаващи се с аналитична философия, като например Хилари Пътнам и Джон Сърл. През 1965 година Файерабенд публикува първия си подробен, научно-теоретичен труд „Problems of Empiricism“. Това есе съдържа множество радикални размишления, основаващи се на философския реализъм. Въпреки това той все още не се конфронтира напълно със съвременната философия на науката. Политическите движения през 1964 година оказват силно влияние върху неговите мисли и убеждения. Той заявява: „Кой бях аз, за да обяснявам на тези хора какво могат да мислят? Нямах представа какви са техните проблеми, въпреки че знаех, че имат много такива. Не познавах нито интересите, нито чувствата, нито страховете, нито надеждите им. За тази задача бяха нужни поробители. Аз не исках да бъда такъв.“ Някои от другите места, където е работил, са Лондон, Берлин, Цюрих.

### Късни години
През 1990 г. му присъждат наградата „Премио Фреджене“ за сборника си от есета „Сбогуване с разума“. След няколко години (1993 г.) завършва своята автобиография докато е в болница с неподлежащ на лечение мозъчен тумор. Файерабенд прави равносметка за живота си, като определя последните години от живота си като най-щастливите. Той се чувства пълноценен както в личния си, така и в професионалния си живот. Малко преди смъртта си споделя, че все още иска да живее, да бъде заедно с любовта на живота си (последната му съпруга – Грация) и дори да имат деца. Тези копнежи осмислят досегашният живот, базиран на самотата. През 1991 г., се пенсионира, продължавайки често да публикува трудове и да работи върху автобиографията си. След кратко боледуване, през 1994 г., той умира вследствие на заболяването си в градчето Женолие, Западна Швейцария.

## Идеи

### Философия на науката

#### Същност на научния метод
В своите книги „Против метода“ и „Наука в свободното общество“ Файерабенд отстоява идеята си, че няма методологически правила, които винаги се използват от учените. Той се изказва против единния, основан на традиции, научен метод, обосновавайки се, че всеки един такъв метод поставя граници в дейността на учените и по такъв начин ограничава прогреса. Съгласно неговата гледна точка науката би се нуждаела повече от всичко друго от доза теоретичен анархизъм. Той счита също, че анархизмът в теорията е необходим, защото това е по-хуманистичен подход от другите научни системи, доколкото той не поставя пред учените сурови правила. Позицията на Файерабенд във философските съобщества се счита за доста радикална, доколкото тя предполага, че философията не може да опише науката в цялост, както и не може да разработи метод за отделяне на научните трудове от ненаучните същности, както например митовете. Тя също така предполага, че разработения и препоръчван от философите „общ курс“ на развитие на науката трябва да бъде отхвърлен от учените, ако това е необходимо за по-нататъшния прогрес. За потвърждение на своята теория, че спазването на методологически правила не води към успех в науката, Файерабенд разглежда някои епизоди в история на науката, които се считат за несъмнени примери за прогреса в науката (както например научната революция на Коперник). Той активно критикува критерия на последователността. Смята, че налагането на идеята, че новите теории последователно продължават старите, дават необосновано преимущество на старите теории и че последователността по отношение на старите теории не води до това, че новата теория по-добре описва действителността в сравнение с друга нова теория, при която такава последователност не се наблюдава. Тоест, ако е нужно да се избере между две еднакво убедителни теории, то изборът на тази, която е съвместима със стара, вече невалидна теория, ще бъде по-скоро естетически, отколкото рационален избор.

## По-важни книги
- Against Method: Outline of an Anarchistic Theory of Knowledge (1975) (за първи път в сборника Analyses of Theories and Methods of Physics and Psychology, M. Radner & S. Winokur, eds., Minneapolis: University of Minnesota Press, 1970.)
  - Против Метода, София: Наука и Изкуство, 1996 (пр. Д. Гичева-Гочева) (ISBN 954-02-0196-9)
- Science in a Free Society (1978)
- Realism, Rationalism and Scientific Method: Philosophical papers, Volume 1 (1981)
- Problems of Empiricism: Philosophical Papers, Volume 2 (1981)
- Farewell to Reason (1987)
- Three Dialogues on Knowledge (1991)
  - Три диалога за познанието. София: „41Т“ ЕООД, 2005, 218 с. (ISBN 954-91458-5-9)
- Killing Time: The Autobiography of Paul Feyerabend (1995)
  - В убиване на времето. София: „41Т“ ЕООД, 2007, 250 с. (ISBN 978-954-91458-9-2)
- Conquest of Abundance: A Tale of Abstraction versus the Richness of Being (1999)
- Knowledge, Science and Relativism: Philosophical Papers, Volume 3 (1999)
- For and Against Method: Including Lakatos's Lectures on Scientific Method and the Lakatos-Feyerabend Correspondence заедно с Имре Лакатош (1999)
- The Tyranny of Science (2011)+